# Gare de Pouilly-sur-Loire
Gare de Pouilly-sur-Loire vasútállomás Franciaországban, Pouilly-sur-Loire településen.

## Vasútvonalak
Az állomást az alábbi vasútvonalak érintik:
- Moret–Lyon-vasútvonal

## Kapcsolódó állomások
A vasútállomáshoz az alábbi állomások vannak a legközelebb:
- Gare de Mesves - Bulcy (Lyon-Perrache pályaudvar)
- Gare de Tracy - Sancerre (Gare de Moret - Veneux-les-Sablons)